# Восток-1
„Восток“ е съветски космически кораб от серията „Восток“. Първият космически апарат издигнал човек на околоземна орбита. Стартът е в 9 часа 7 минути московско време (06:07:00 UTC) от космодрума Байконур. Корабът прави една обиколка на Земята и се приземява в 10 часа и 55 минути (07:55:00 UTC) в района на село Смеловка, Саратовска област. Масата на апарата е 4,73 тона, а дължината (без антените) – 4,4 м, максимален диаметър – 2,43 м, перигей – 181 км, апогей – 327 км, период на обиколка – 89,34 мин, космонавт на борда – Юрий Гагарин. Дубльор за полета – Герман Титов. Първият полет на човек в космоса преминава в автоматичен режим, но е предвидена възможността на всеки негов етап космонавтът да използва ръчно управление на кораба.

## Параметри на полета
- Маса – 4,73 т
- Дължина (без антените) – 4,4 м
- Максимален диаметър – 2,43 м
- Наклон – 64,95°
- Период – 89,34 мин.
- Перигей – 181 км
- Апогей – 327 км

## Екипаж
Основен
- Юрий Гагарин

Дублиращ
- Герман Титов

Резервен
- Григорий Нелюбов